# 窯神神社

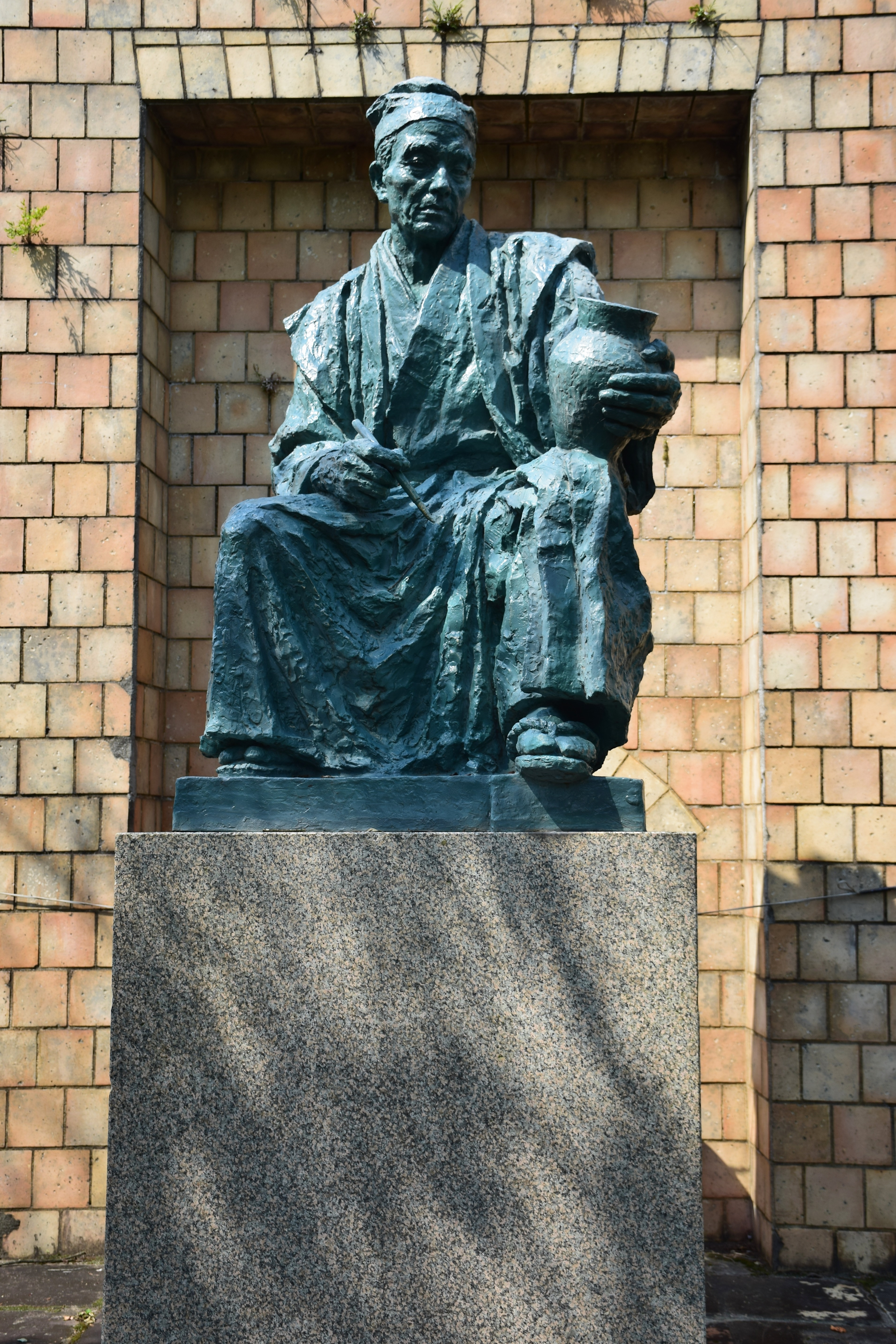
加藤民吉像

窯神神社（かまがみじんじゃ）は愛知県瀬戸市にある神社。

## 歴史
元々は瀬戸に磁器の製法を伝えた加藤民吉の請願によって文政7年（1824年）に置かれた遥拝所で、御神体は民吉が所有していた菅原長親の筆による三神の掛軸であった。また、文政9年（1826年）には民吉を「丸窯神」として合祀し、この頃に「窯神社」と改称したと推定されている。
1907年（明治40年）と1922年（大正11年）に改築。大正時代の改築では陶祖加藤景正を祀る陶彦社の旧社殿を移築したが、1925年（大正14年）5月20日に放火によって焼失している。
翌21日に逮捕された放火犯は加藤家縁故の人物で、各地で祀られる陶祖の施設に比べて窯神社が見劣りし、無くなれば建て替えられるであろうと期待してのものであった。しかし大正から昭和初期にかけては瀬戸窯業が不振で建て替え費用が賄えず、ようやく社殿の再建が行なわれたのは1964年（昭和39年）になってからであった。
丸窯を模したコンクリート製の建物の中に桧造りの祠を祀る独特な形状は、当時の瀬戸市長・加藤章の発案によるものであるという。また、社殿の背後（北側）には陶土・珪砂の採掘場が広がる。

## 境内

### 民吉像
加藤顕清（1894年 - 1966年）の彫塑を元にして1937年（昭和12年）に建立された銅像。

### 津金胤臣父子頌徳碑
民吉が磁器に関わるきっかけとなった津金胤臣と養嗣子庄七を顕彰する石碑で、1938年（昭和13年）に建立された。

### 飲水思源碑
1959年（昭和34年）に民吉の修行に協力した天中和尚が居た天草の東向寺開山300年を記念して贈った「民吉翁之碑」の返礼として、1962年（昭和37年）に贈られた飲水思源を記した石碑。

### 加藤唐左衛門高景顕徳碑
民吉の九州行きを後押しし、瀬戸窯業復興に尽力した4代加藤唐左衛門を顕彰する石碑。1986年（昭和61年）に建立されたがその後損傷したため、1998年（平成10年）に愛知県陶磁器工業協同組合によって改めて建立されたもの。石碑の揮毫は六代民吉の手による。

### 残心の杉
民吉が佐々を退去するにあたり記念に杉を植えたと言い伝えられており、現在も佐々町に「残心の杉」として現存している。この枝を挿し木・育成して2007年（平成19年）に植樹したもの。